# Karl Schönhals
Karl Schönhals (Braunfels, 15 novembre 1788 – Graz, 16 febbraio 1857) è stato un militare austriaco.

## Biografia
Nel 1807 entrò a far parte dell'esercito austriaco in un reggimento di cacciatori e nel 1809 partecipò alla Battaglia di Aspern e nel 1813 a quella Dresda, ove venne pesantemente ferito. Nel 1821 partecipò alla spedizione a Napoli per sedare i moti insurrezionali e nel 1830 divenne Generale aiutante del Generale Frimont a Milano, passando al comando di Radetzky dal 1832. Nel 1838 divenne Maggior Generale e nel 1848 venne promosso al grado di Luogotenente Feldmaresciallo.
Dopo aver partecipato alle operazioni del 1849, si ritirò completamente a vita privata a partire dal 1851 a causa delle numerose ferite subite che quasi gli impedivano di dedicarsi alla vita militare; in questo periodo si dedicò alla letteratura scrivendo biografie di personaggi militari di rilievo e occupandosi di saggistica storico-militare. Prese residenza stabile a Graz accudito dalla sorella Henriette. Alla sua morte, venne sepolto nel cimitero protestante di San Pietro a Graz.

## Opere
- Aphorismen aus der Kriegskunst, 2 Teile, 1820 und 1821.
- Einige Betrachtungen über die Verwendung der stehenden Heere, 1820.
- Biographie des K.K.Generals der Kavallerie und Hofkriegspräsidenten Grafen von Frimont, 1833.
- Erinnerungen eines österreichischen Veteranen aus dem italienischen Kriege in den Jahren 1848 und 1849, Stuttgart 1852, 2 Bde.; 7. Aufl. 1853.
  - Memorie della guerra d'Italia degli anni 1848-1849 di un veterano austriaco, in 2 vol., Milano, 1852, traduzione del precedente.
- Biographie des Feldzeugmeisters J. Freiherr von Haynau, 3. Aufl., Graz 1853.
- Der Krieg 1805 in Deutschland, Wien 1874.